# Weissia tortula
Weissia tortula là một loài Rêu trong họ Pottiaceae. Loài này được (Schwägr.) Mitt. miêu tả khoa học đầu tiên năm 1869.